# André Tardieu
Pour les articles homonymes, voir Tardieu.
André Tardieu, né le 22 septembre 1876 à Paris (Seine) et mort le 15 septembre 1945 à Menton (Alpes-Maritimes), est un homme d'État français.
Républicain modéré, il est député de Seine-et-Oise de 1914 à 1924 puis du Territoire de Belfort de 1926 à 1931. Il dirige trois gouvernements entre 1929 et 1932, avant d'être victime d’un grave accident vasculaire cérébral en 1939.

## Situation personnelle

### Origines
André Pierre Gabriel Amédée Tardieu naît le 22 septembre 1876 dans le 8e arrondissement de Paris, au no 26 avenue de Messine, (une plaque commémorative lui rend depuis hommage). Son père est alors un étudiant en droit de 22 ans, André-Léon Tardieu (1854-1916), issu d'une vieille famille bourgeoise parisienne (la dynastie des graveurs Tardieu) et devenu par la suite avocat, tandis que sa mère, Marguerite Blot (1855-1917), est sans profession.
Il épouse Jeanne Fontaine, la fille du peintre belge Victor Fontaine.

### Formation
Brillant élève au lycée Condorcet, André Tardieu remporte une douzaine de prix au concours général de 1893 (notamment le premier prix de géographie en rhétorique). Reçu premier au concours d'entrée à l'École normale supérieure, il décide de ne pas y entrer, étant également major au concours du ministère des Affaires étrangères.

### Carrière de journaliste
Il commence à écrire au Figaro en février 1901, sous la signature de Georges Villiers.
Par la suite, Adrien Hébrard, directeur du très influent quotidien libéral Le Temps, l'attire à son journal en août 1903 et, à partir de 1905, André Tardieu en devient le principal chroniqueur de politique étrangère, avec son Bulletin de l'étranger, quasi-quotidien jusqu'en 1914. Il passe tous les matins au Quai d'Orsay et ses articles ont la réputation d'être inspirés par la politique officielle des différents gouvernements. Ses bulletins, remarquables de clarté et bien documentés, lui attirent une audience considérable tant en France qu'à l'étranger. À ce titre, il est notamment invité comme conférencier de politique internationale à l’université Harvard en 1908, ce qui lui donne l'occasion de découvrir les États-Unis, qui deviennent alors une source d'inspiration politique qui le suivra. Par la suite, ce passage par Le Temps lui vaut aussi jusqu'à la fin de sa carrière un traitement médiatique particulièrement favorable de la part de ce même quotidien, même lorsque la carrière politique de Tardieu est sur le déclin dans la seconde moitié des années 1930.
En 1910, il est accusé d'avoir usé de son influence au quai d'Orsay pour la société N'goko Sangha et le Homs-Bagdad, mais il n’est jamais condamné.

## Parcours politique

### Débuts et ascension
De 1899 à 1902, il est secrétaire de Pierre Waldeck-Rousseau, président du Conseil des ministres, ministre de l'Intérieur et des Cultes. Il enseigne à l'École libre des sciences politiques à partir de 1909 et ce jusqu'en 1913, au sein de la classe préparatoire aux concours de la haute fonction publique de l'école. Il dispensait un cours sur « La crise des alliances européennes ».
Républicain modéré (centre droit), il est député de Seine-et-Oise de 1914 à 1924, puis du Territoire de Belfort de 1926 à 1936.
Il est conseiller général de Seine-et-Oise, élu dans le canton de Marly-le-Roi, de 1913 à 1924.
Pendant la Première Guerre mondiale, il sert en 1914 au front, avant d'être appelé à l'état-major du général Foch. Il quitte cette fonction en 1915, avec l'accord du général, pour se consacrer à la politique. En avril 1917, il est nommé Haut-commissariat de la République française aux États-Unis à Washington, mission qui a pour but de coordonner l'effort de guerre franco-américain. Après l'entrée des États-Unis dans la Première Guerre mondiale, il devient l'interface principale entre les deux pays dans le domaine militaro-industriel.

### Proche de Clemenceau

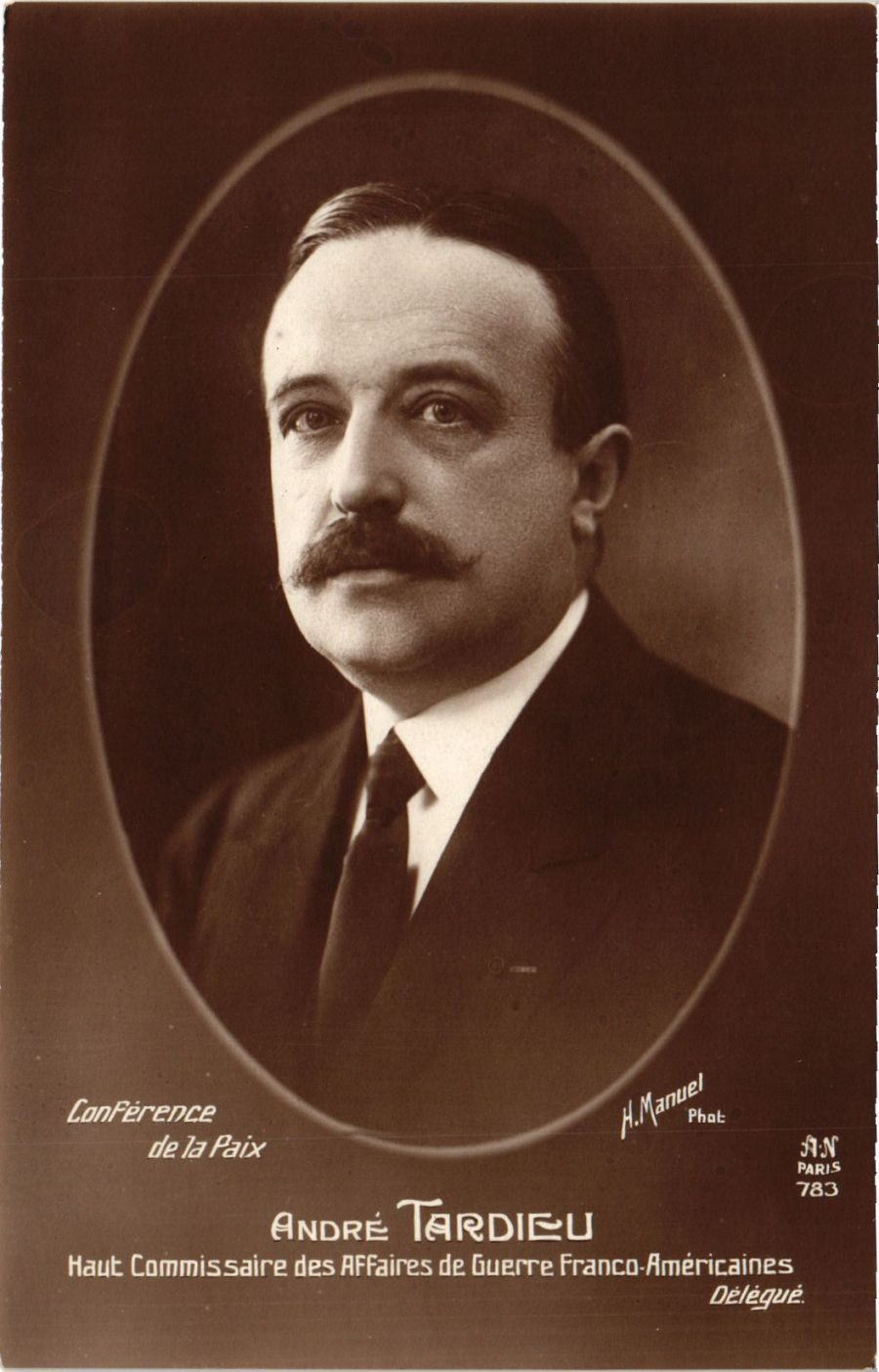
André Tardieu, député haut commissaire aux relations franco-américaines, vers 1919.

En 1918, il est le bras droit de Georges Clemenceau, président du Conseil, pendant la conférence de la paix de Paris et, en tant que délégué français, président ou membre de nombreuses commissions. Il participe aux négociations qui débouchent sur la signature du traité de Versailles avec l'Allemagne, de Saint-Germain-en-Laye avec l'Autriche, de Trianon avec la Hongrie, de Neuilly avec la Bulgarie et de Sèvres avec l'Empire ottoman.
L'échec de Clemenceau à l'élection présidentielle de 1920 face à Paul Deschanel, puis sa propre défaite aux élections législatives de 1924, remportées par le cartel des gauches, l'écartent momentanément de la vie politique.

### Entrée au gouvernement
Il revient, comme ministre, appelé par le président du Conseil, Raymond Poincaré, ce qui l'oblige à rompre avec Clemenceau. Rancunier et vexé que son disciple n'ait pas tenu compte de sa recommandation de ne pas se compromettre dans des combinaisons « à la Briand », Clemenceau lui interdit sa porte et lui adresse par personnes interposées des « piques »
Dans L’Action française, Léon Daudet — tout comme Aristide Briand en privé — utilise le quolibet « le Mirobolant » pour qualifier André Tardieu, qui aurait une nouvelle idée chaque jour et une pensée trop rapide pour l’homme politique traditionnel. En janvier 1930, ce même Léon Daudet, réfugié à Bruxelles après son évasion en 1927 grâce à un faux ordre de libération présenté par les Camelots du roi au directeur de la prison de la Santé, est gracié par André Tardieu.

### Président du Conseil

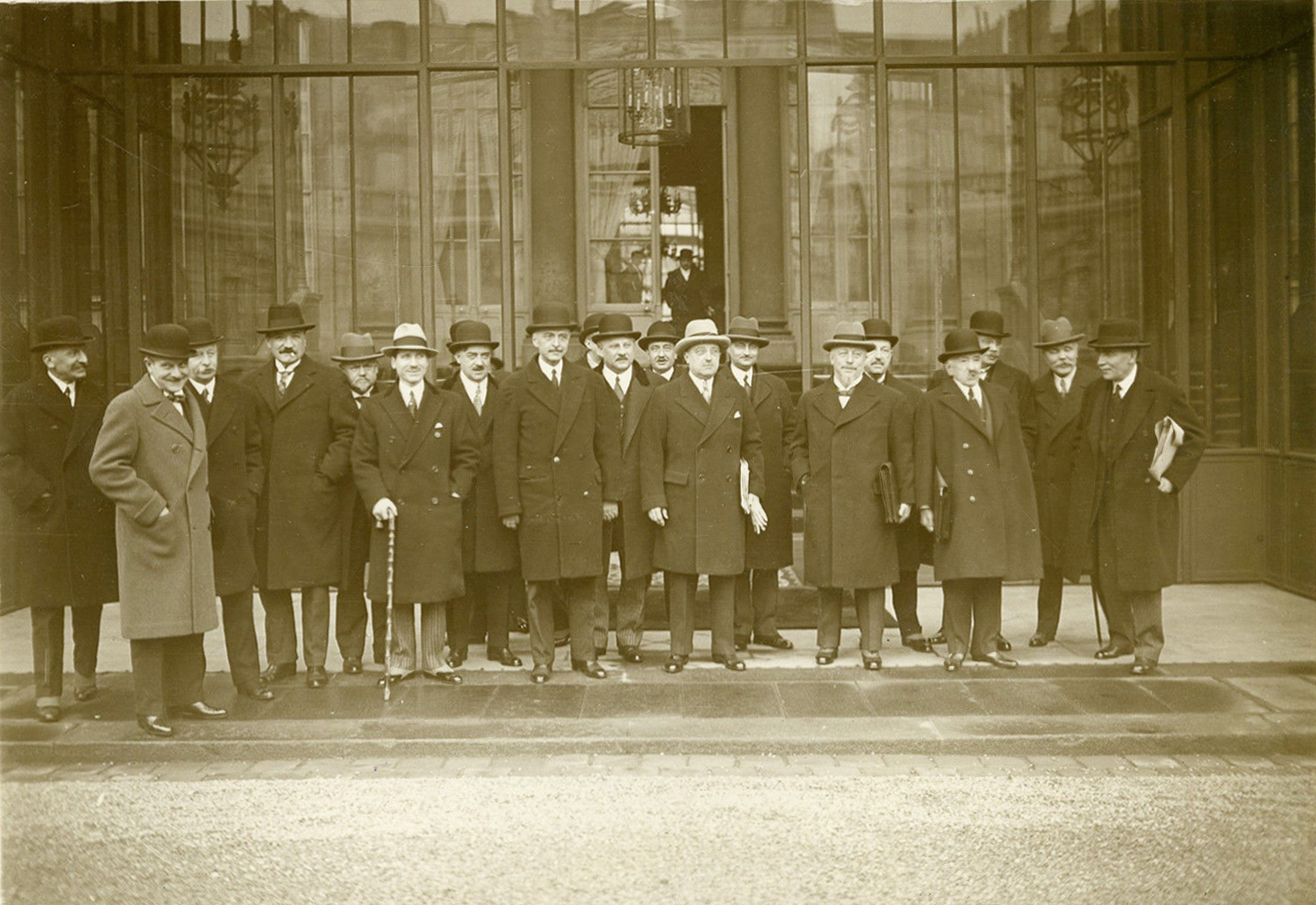
Le premier gouvernement Tardieu sur le perron de l'Élysée à la sortie du Conseil des ministres, le 14 janvier 1930.

André Tardieu exerce les fonctions de président du Conseil à trois reprises :
- du 3 novembre 1929 au 17 février 1930 (premier gouvernement) ;
- du 2 mars 1930 au 4 décembre 1930 (deuxième gouvernement) ;
- du 20 février 1932 au 10 mai 1932 (troisième gouvernement).

En tant que président du Conseil et ministre de l'Intérieur, entre mars et décembre 1930, il finance les ligues, dont les Croix-de-Feu, par l'intermédiaire des fonds secrets.
Du 7 au 10 mai 1932, il assure également l'intérim à la présidence de la République après l'assassinat de Paul Doumer au salon annuel des écrivains anciens combattants. Après l’élection d’Albert Lebrun comme nouveau chef de l’État, André Tardieu quitte la tête du gouvernement.

### Déclin et dernières années

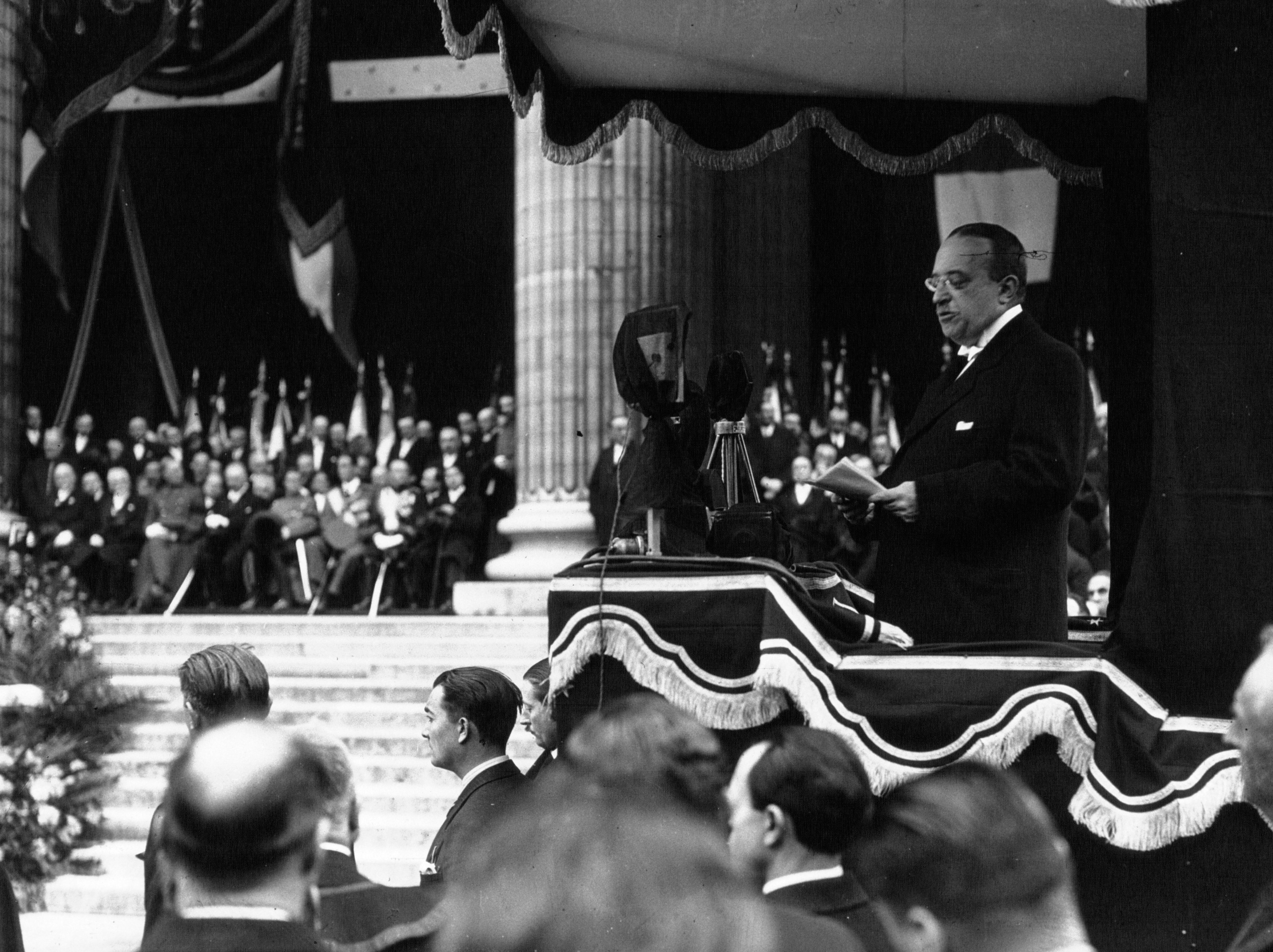
André Tardieu prononçant l’éloge funèbre du président Paul Doumer (12 mai 1932).

Son fort caractère, son style jugé trop « parisien » et son modernisme le desservent parfois auprès du peuple et nuisent à sa carrière politique. Dès 1932, il utilise la radio avec ses « causeries » (peu de temps avant Roosevelt) et se fait suivre de radio-reporters qui enregistrent et diffusent ses discours. Les radicaux le combattent.
À partir de 1934, André Tardieu adopte un discours plus à droite et bascule progressivement dans l'antiparlementarisme, plaidant pour une république forte. Il dénonce la gauche dans l'hebdomadaire littéraire et politique Gringoire. La déception politique et la grande peur que provoque chez lui l'avènement du Front populaire en 1936 lui font renoncer à ses idéaux de jeunesse.
Le révisionnisme institutionnel souhaité par André Tardieu et par d’autres personnalités comme Alexandre Millerand, contraint de quitter l’Élysée en 1924, le marginalise de la vie parlementaire. Les radicaux sont hostiles au principe même de révision et font chuter le cabinet Doumergue, qualifié par Léon Blum de « néo-boulangisme » et auquel participe Tardieu.
Ne parvenant pas à imposer ses vues, André Tardieu se retire à Menton et écrit régulièrement dans le journal politique et littéraire Gringoire, se consacrant à l'écriture d'une pensée devenue hostile à la Troisième République. Il désapprouve cependant la ligne munichoise du journal.
Il s'oppose à la conclusion des accords de Munich en 1938, mais ne parvient pas à imposer cette ligne à son parti.
Un accident vasculaire cérébral, survenu en 1939, le laisse paralysé et diminué intellectuellement. « L’ermite de Menton », comme il est parfois appelé, meurt en 1945, peu après la fin de la Seconde Guerre mondiale.

## Prises de position
André Tardieu est un grand admirateur des États-Unis. Il a visité ce pays et a été reçu par le président Theodore Roosevelt, qui lui a fait bonne impression.
Lors de sa première présidence du Conseil, en 1929, il fait le pari que la crise mondiale n'aura pas de retentissement sur l'économie française, et engage une « politique de prospérité » visant à augmenter le nombre d'emplois et la consommation. Pour ce faire, il s'écarte de la « vertu budgétaire » suivie par Raymond Poincaré en engageant à la fois un programme d'investissement public et d'augmentation des revenus populaires. Il commence la réalisation du projet de construction de la ligne Maginot, octroie la retraite du combattant et institue l'assurance vieillesse pour tous les salariés.
Pour mettre fin au « paradoxe français », il applique la volonté patronale développée lors des années 1920, années de croissance, qui était de bâtir une société de consommation en France. Avec Henry Chéron aux Finances, il met en place un « programme d'outillage industriel » basé sur la construction d'infrastructures (ports, chemins de fer, routes) et surtout d'électrification des campagnes. Pour vaincre l'endettement endémique des Français, il multiplie les dégrèvements budgétaires et indemnise très généreusement les victimes des calamités naturelles. De plus, il améliore le traitement fait aux fonctionnaires et réévalue à la hausse les pensions. Dans la même optique, le parlement lui arrache une loi, qu'il qualifia de démagogique, accordant une pension à tous les anciens combattants.
Il ne faut cependant pas voir dans ces mesures une politique qu'on pourrait qualifier de keynésienne avant l'heure. Néanmoins, sa politique grève le budget français, qui est, à la fin de son mandat, en déficit pour la première fois depuis des années.
En 1934, André Tardieu publie La Réforme de l'État, dans laquelle il défend la réduction du nombre de partis politiques et un renforcement du pouvoir exécutif. Il crée son propre groupe parlementaire, le Centre républicain. Ces propositions, variées, consistaient en la perte du droit d'initiative des dépenses pour le Parlement, le droit de vote pour les femmes, le recours au référendum pour contrer l'opposition du parlement, la possibilité pour le Président de la République, de dissoudre la Chambre des députés sans l'accord du Sénat après un an de mandat, et la limitation du nombre de ministres à 20 sous la direction du « Premier ministre », fonction nouvellement créée et désormais définie par la Constitution (qui était l'appellation d'usage du chef du gouvernement avant 1815). Le général de Gaulle s'inspirera de La Réforme de l'État d'André Tardieu et en fera l'apologie.
Enfin, en 1936, dans son ouvrage La Révolution à refaire : le souverain captif, André Tardieu affirme que le régime parlementaire est contraire aux intérêts de la France ; son opposition au Front populaire le fait évoluer vers l'hostilité à la Troisième République et l'antiparlementarisme.
Ayant lu et pris au sérieux Mein Kampf, il publie, dès le début des années 1930, plusieurs écrits « prophétiques » dans lequel il prévoit les dangers auxquels les États européens sont exposés du fait de la montée du nazisme.

## Détail des mandats et fonctions
- Haut-commissaire aux États-Unis dans le 5e gouvernement d'Alexandre Ribot de mars 1917 à décembre 1917
- Ministre du Blocus des régions libérées dans le 2e gouvernement de Georges Clemenceau de novembre 1919 à janvier 1920
- Ministre des Travaux publics dans le 4e gouvernement de Raymond Poincaré de juillet 1926 à septembre 1928
- Ministre de l'Intérieur dans le 5e gouvernement de Raymond Poincaré de novembre 1928 à juillet 1929
- Ministre de l'Intérieur dans le 11e gouvernement de Aristide Briand de juillet 1929 à novembre 1929
- Président du Conseil et ministre de l'Intérieur dans son premier gouvernement de novembre 1929 à février 1930
- Président du Conseil et ministre de l'Intérieur dans son deuxième gouvernement de mars 1930 à décembre 1930
- Ministre de l'Agriculture dans le 1re gouvernement de Pierre Laval de janvier 1931 à juin 1931
- Ministre de l'Agriculture dans le 2e gouvernement de Pierre Laval de juin 1931 à janvier 1932
- Ministre de la Guerre dans le 3e gouvernement de Pierre Laval de janvier 1932 à février 1932
- Président du Conseil et ministre des Affaires étrangères dans son troisième gouvernement de février 1932 à juin 1932
- Ministre d’État dans le 2e gouvernement de Gaston Doumergue de février à novembre 1934

## Profil et caractéristiques
André Tardieu apparaît régulièrement avec des lorgnons et un fume-cigarette d’ambre. Réputé élégant, bien habillé et homme à femmes, il mesure 1,72 m (plus que la moyenne de l’époque), présente un léger embonpoint, a un nez aquilin, une petite moustache, une coiffure calamistrée et un front dégarni. Il s'exprime de façon claire et rapide. Sportif, il pratique dans un premier temps l’équitation et l’escrime, avant de jouer au golf, notamment à Saint-Germain et Saint-Cloud,.
André Tardieu n’a pas écrit de mémoires. Selon son biographe Maxime Tandonnet, il a préféré s’effacer derrière une œuvre politique, gouvernementale et intellectuelle.

## Hommages
En 1979, la place André-Tardieu, dans le 7e arrondissement de Paris, est inaugurée en son honneur. De même, la rue André-Tardieu à Nantes et la corniche André-Tardieu à Menton.

### Ouvrages d'André Tardieu
- Questions diplomatiques de l'année 1904, Paris, 1905.

Prix Sobrier-Arnould de l’Académie française en 1906
- La Conférence d'Algésiras, Paris, 1907.
- Notes sur les États-Unis, Paris, Calmann-Lévy, 1908.
- La France et les Alliances, Paris, 1908.
- Le Prince de Bülow, Paris, 1909.
- Le Mystère d'Agadir, Paris, Calmann-Lévy, 1912.
- La Paix, Paris, Payot, 1921.
- Devant l'obstacle : l'Amérique et nous, Paris, Émile-Paul, 1927.
- L’Épreuve du pouvoir, Paris, Flammarion, 1931.
- Devant le pays, Paris, Flammarion, 1932.
- La Réforme de l'État, Paris, Flammarion, 1934.
- L'Heure de la décision, Paris, Flammarion, 1934.
- Sur la pente, Paris, Flammarion, 1935.
- La Révolution à refaire, tome 1, Le souverain captif, Paris, Flammarion, 1936 (réédition 2019, Perrin, préface de Maxime Tandonnet).
- La Révolution à refaire, tome 2, La profession parlementaire, Paris, Flammarion, 1937.
- La note de semaine -1936- , Flammarion, 1937.
- La note de semaine -1937- , Flammarion, 1938.
- Avec Foch, Paris, Flammarion, 1939.

### Travaux sur André Tardieu
- Cyprien Augros, Le journal “Le Temps” et la crise du libéralisme (1929-1938), mémoire de master à Sorbonne Université, dirigé par Olivier Dard, 2023, « Chapitre VIII – Tardieu, Flandin, Reynaud, Le Temps : un autre "quadrille modéré" dans les années 1930 », pp. 193-215 [lire en ligne], [présentation en ligne]
- Serge Berstein et Pierre Milza, Histoire de la France au XXe siècle, t. II : 1930-1945, Paris, Perrin Tempus, 2009, 768 p., chap. 1 (« La crise économique et sociale en France (1930-1935) »).
- Jean-Félix de Bujadoux, « Tardieu, Flandin, Reynaud, Mandel. Un quadrille modéré dans les années 1930 », Parlement[s], Revue d'histoire politique, n°15, 2011/1, p. 144-161 [lire en ligne].
- Michel Junot, André Tardieu. Le mirobolant, Paris, Denoël, 1996, 432 p.  (ISBN 2-207-24391-5).
- Philippe Machefer, « Tardieu et La Rocque », Bulletin de la Société d'histoire moderne, Paris, Société d'histoire moderne, 15e no 5, 15e année,‎ 1973, p. 11-21 (lire en ligne sur Gallica).
- Damon Mayaffre, Le Poids des mots : le discours de gauche et de droite dans l'entre-deux guerres (Maurice Thorez, Léon Blum, Pierre-Étienne Flandin et André Tardieu, 1928-1939), Paris, Honoré Champion, coll. « Lettres numériques » (no 1), 2000, 798 p. (ISBN 978-2-7453-0267-0, présentation en ligne).
- François Monnet, Refaire la République : André Tardieu, une dérive réactionnaire (1876-1945), Paris, Fayard, coll. « Pour une histoire du XXe siècle », 1993, 638 p. (ISBN 978-2-213-03050-0, présentation en ligne).
- Maxime Tandonnet, André Tardieu, l’incompris, Paris, Perrin, coll. « Perrin biographie », 2019, 352 p. (ISBN 978-2262072582, lire en ligne).
- Benoît Yvert (dir.), Premiers ministres et présidents du Conseil : histoire et dictionnaire raisonné des chefs du gouvernements en France (1815-2007), Paris, Perrin, 2007, 916 p.